# Líneas Aéreas del Estado
La LADE (Lineas Aéreas del Estado) è una compagnia aerea argentina, articolazione della Fuerza Aérea Argentina, l'aeronautica militare della nazione sudamericana.
Ha oggi il compito istituzionale di garantire i collegamenti tra i maggiori centri urbani e le aree di più difficile raggiungibilità di tutto il territorio della Repubblica Argentina; in particolare della Patagonia e della regione andina.

## Storia
Il 4 settembre 1940 venne compiuto, a bordo di un Junkers Ju 52, il volo inaugurale della LASO (Lineas Aéreas del Sudoeste), sulla rotta El Palomar-Esquel, con fermate a Santa Rosa, Neuquén e San Carlos de Bariloche. Nel 1944 veniva inoltre costituita la LANE (Líneas Aéreas del Noreste) per coprire la rotta Buenos Aires-Iguazù.
Il 23 ottobre dello stesso anno, a seguito della fusione tra LASO e LANE, nasce la LADE.

## Destinazioni
La LADE opera collegamenti aerei tra Comodoro Rivadavia e le principali città delle province meridionali argentine: Bariloche, Trelew, Esquel e El Calafate, il martedì e il giovedì di ogni settimana, nonché Río Gallegos, Rio Grande e Ushuaia, il lunedì e il venerdì. 
Tra il 1972 e il 1982 la LADE ha garantito inoltre un volo settimanale con le Isole Falkland/Malvinas sull'aeroporto di Port Stanley (Puerto Argentino per l'Argentina), servizio poi sospeso a seguito dei noti eventi bellici.

## Flotta
La flotta di LADE è costituita dai seguenti modelli:
- Saab 340 (nella versione migliorata 340B)
- Fokker F28
- de Havilland Canada DHC-6 Twin Otter
- Lockheed C-130 Hercules